# Jade Cargill
Jade Cargill (n. 3 iunie 1992, Vero Beach⁠(d), Florida, SUA) este o luptătoare profesionistă americană. Din septembrie 2023, a semnat un contract cu WWE, unde luptă în SmackDown. Este de două ori WWE Women's Tag Team Champion. Este cunoscută și pentru perioada sa în All Elite Wrestling (AEW) din 2020 până în 2023, unde a fost prima campioană AEW TBS; domnia sa unică de 508 zile este cea mai lungă din istoria oricărui titlu AEW.